# Lactoria paschae
Lactioria paschae
 — вид скелезубоподібних риб родини Кузовкові (Ostraciidae).

## Поширення
Мешкає у субтропічних водах Тихого океану біля берегів острова Пасхи.